# Den mlčení

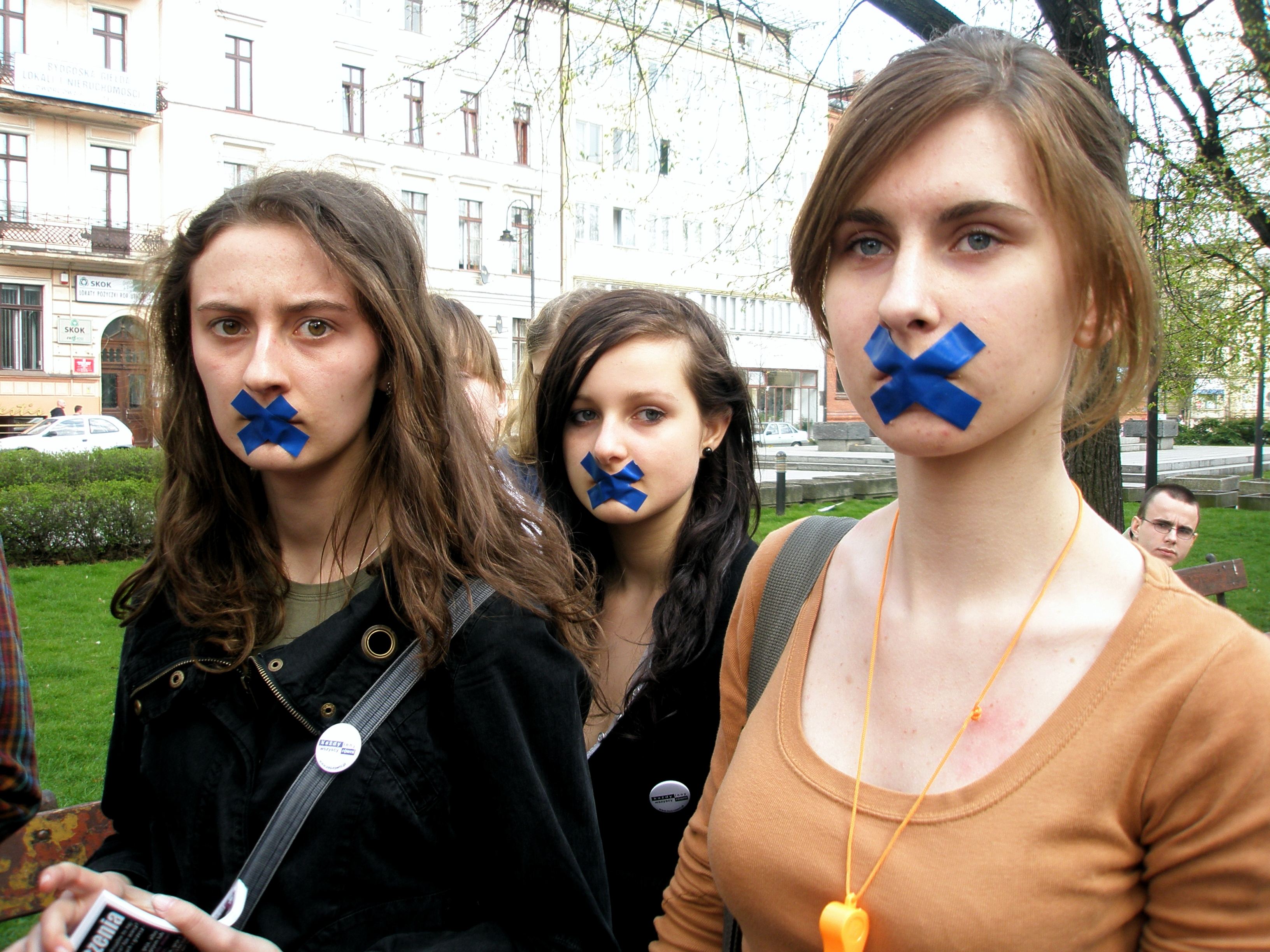
Den mlčení 2008 v Bydhošti, Polsko

Den mlčení (anglicky Day of Silence, DOS) je každoroční mezinárodní událost, které se účastní především univerzitní mládež a učitelé na protest proti homofobii. Účastníci akce se zavazují celý den mlčet. Toto mlčení symbolizuje ticho, se kterým, podle protestujících, musí každodenně žít lesby, gayové, bisexuálové a transsexuálové.

## Historie
První Den mlčení se konal na Virginské univerzitě v roce 1996, kdy se ho účastnilo 150 studentů. Následující rok se k akci připojilo už 100 univerzit v celých Spojených státech. Od roku 2000 je oficiálním pořadatelem GLSEN (The Gay, Lesbian and Straight Education Network). Podle ní se v roce 2006 účastnilo Dne mlčení více než 450 tisíc studentů ve více než 4 000 školách a univerzitách. GLSEN tvrdí, že Den mlčení je největší studentská událost týkající se LGBT ve Spojených státech.
V současnosti se akce účastní také mládež v jiných státech, např. v Nizozemí, Polsku, Slovinsku, Švédsku a Rusku.